# Schneckenhausen
Schneckenhausen est une municipalité de la Verbandsgemeinde Otterberg, dans l'arrondissement de Kaiserslautern, en Rhénanie-Palatinat, dans l'ouest de l'Allemagne.

## Références

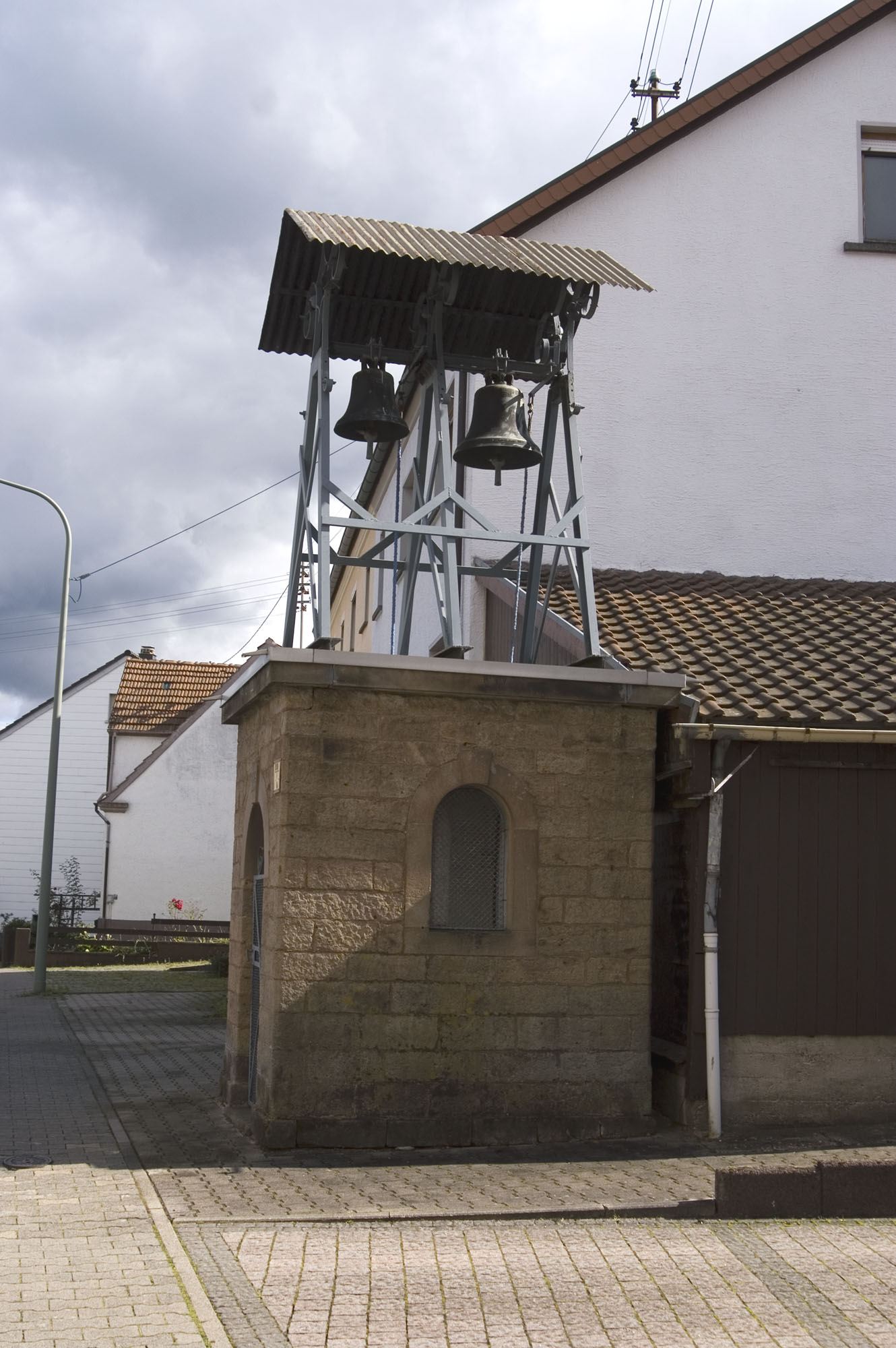
Clocher de l'église protestante.
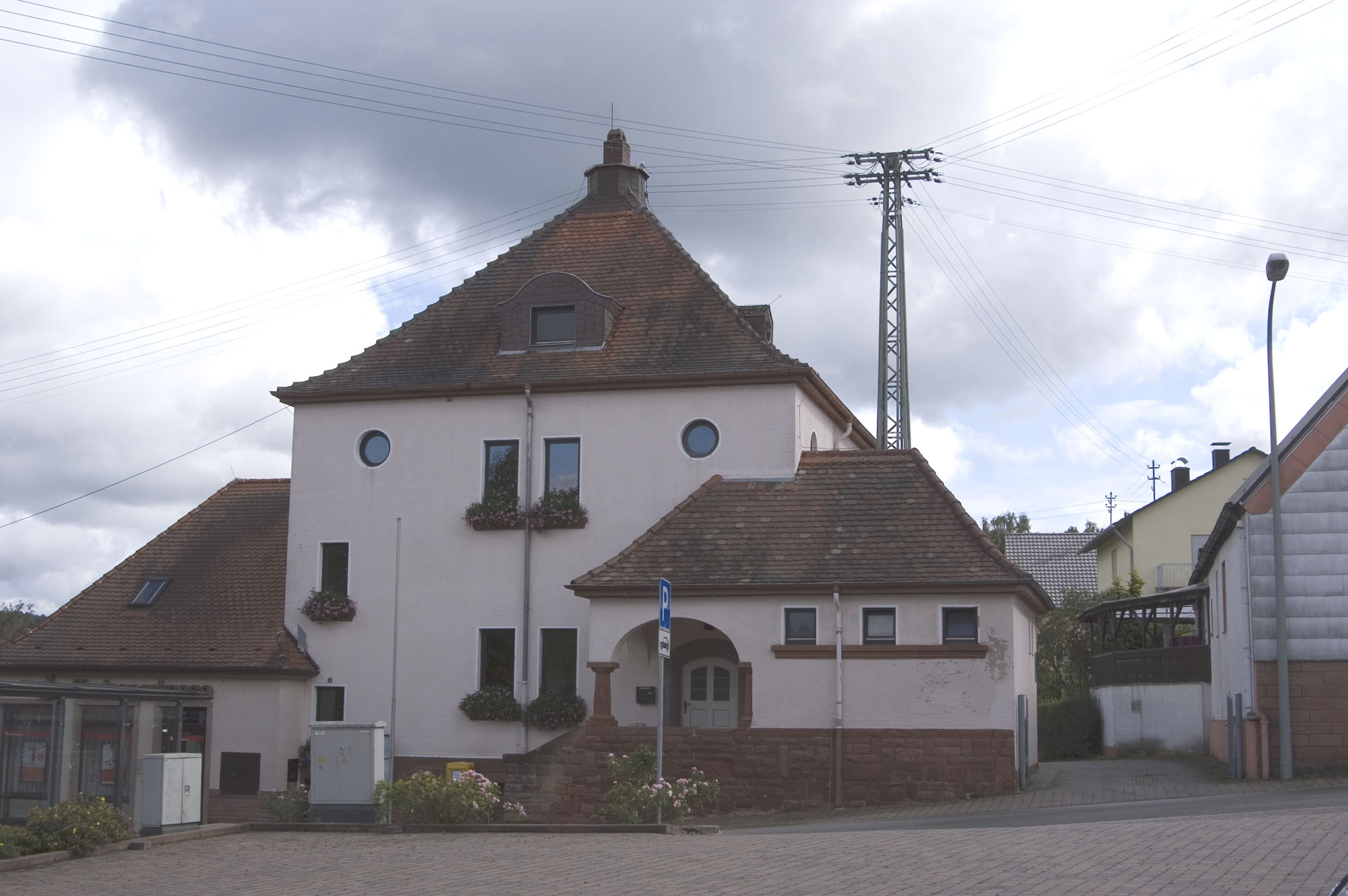
Ancienne école.
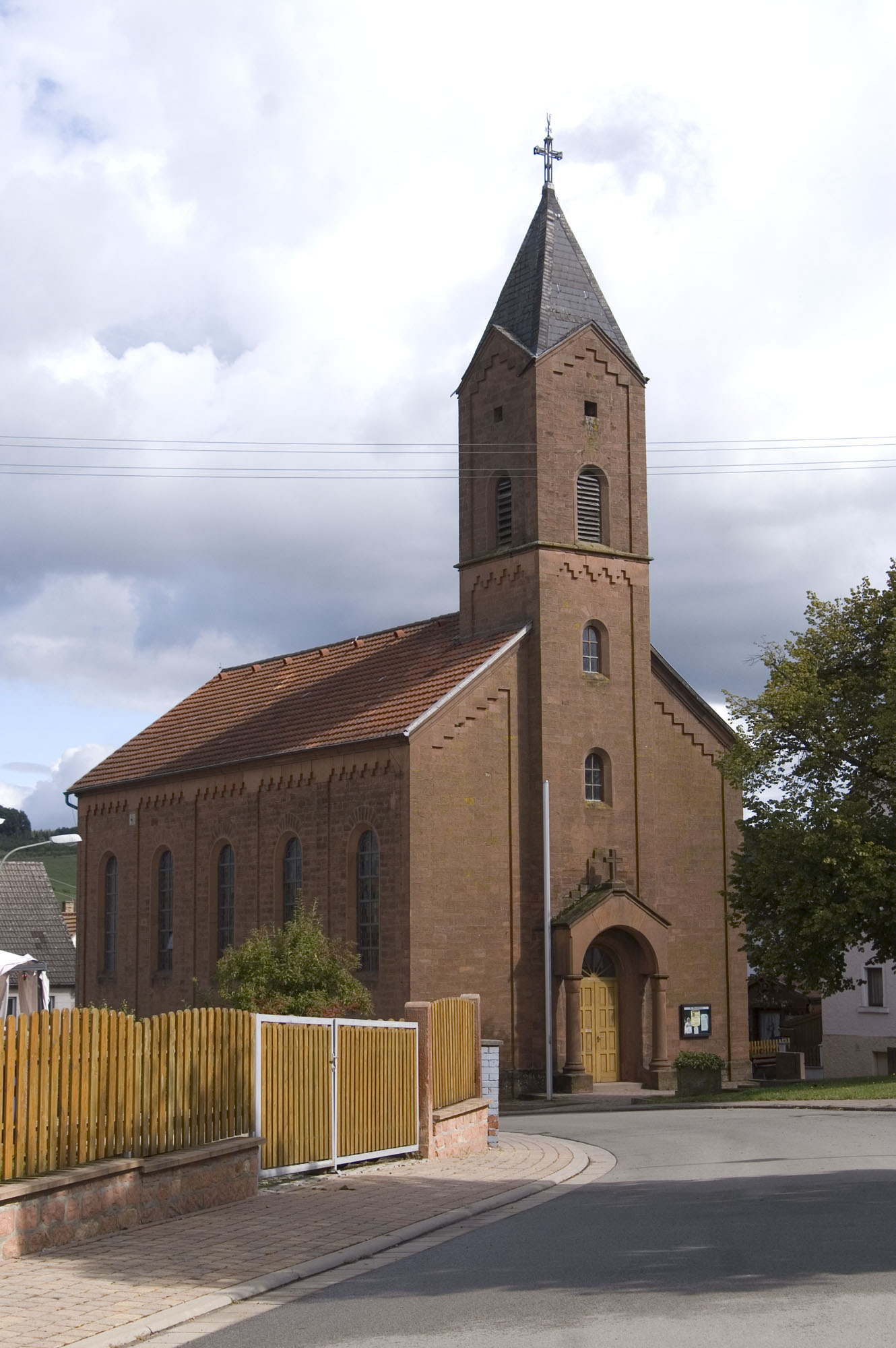
Église catholique.
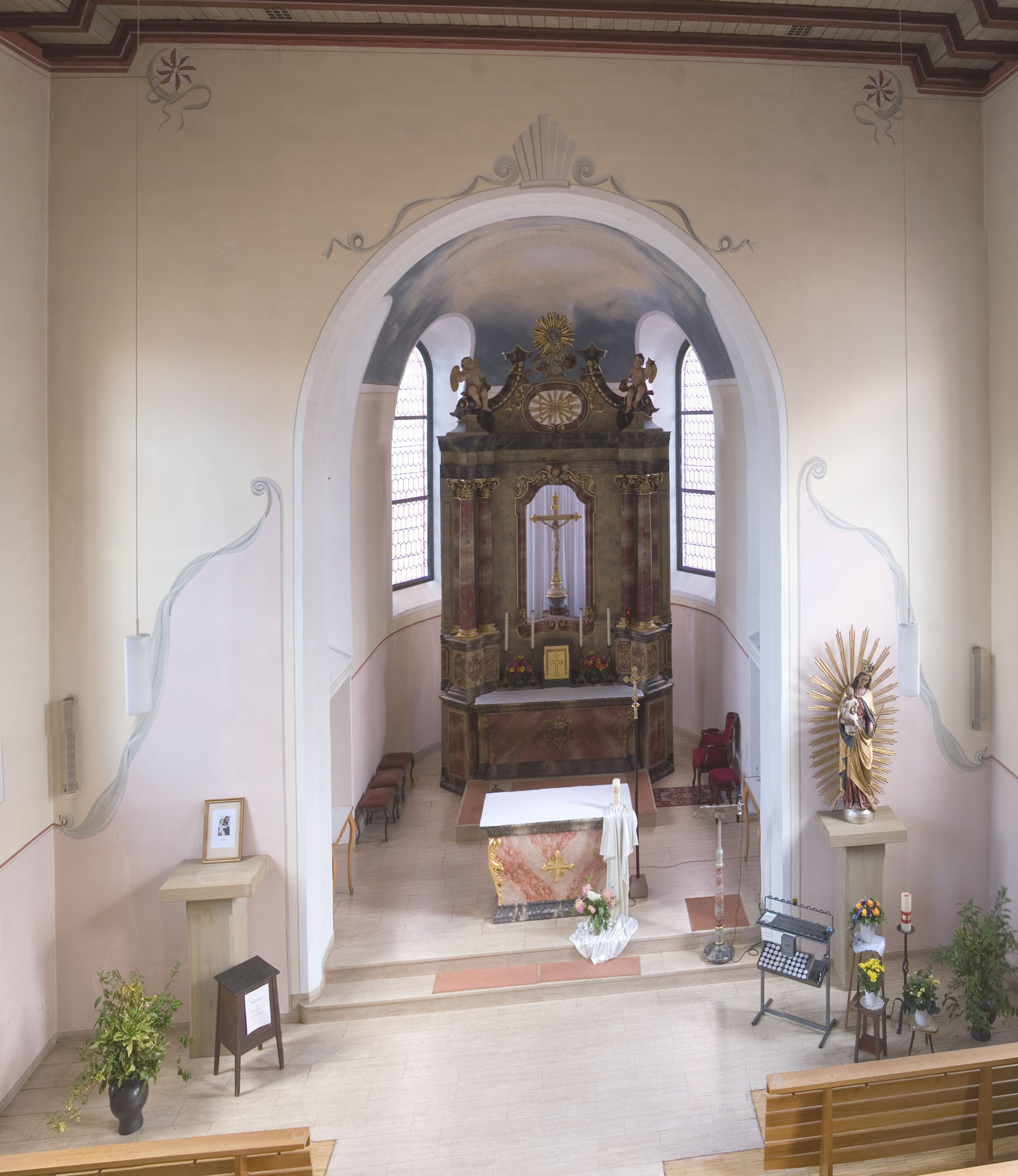
Église catholique.
Localisation de Schneckenhausen dans la Verbandsgemeinde et dans l'arrondissement.